# Arabidopsis thaliana var. thaliana
Arabidopsis thaliana subsp. thaliana é uma variedade de planta com flor pertencente à família Brassicaceae.

## Portugal
Trata-se de uma variedade presente no território português, nomeadamente em Portugal Continental, no Arquipélago dos Açores e no Arquipélago da Madeira.
Em termos de naturalidade é nativa de Portugal Continental e do Arquipélago dos Madeira e introduzida no Arquipélago dos Açores.

## Protecção
Não se encontra protegida por legislação portuguesa ou da Comunidade Europeia.